# 雲村俊慥
雲村 俊慥（くもむら しゅんぞう、1934年4月3日 - 2021年6月5日）は、日本の作家。別名・沢村健。

## 人物・来歴
新潟県五泉市村松生まれ。日本大学法学部新聞学科卒。 
1957年光文社に入社し、週刊「女性自身」、月刊「宝石」、文芸図書、各種の文庫編集部を歴任。 
定年後、初めて執筆した『小説・仙壽院裕子―越後村松藩の維新』で第6回日本文芸家クラブ長編小説部門大賞を受賞。 
江戸を歩く会会長。NHK文化センター歴史探訪の講師を担当する。 

## 著書
- 『小説仙寿院裕子 越後村松藩の維新』新潟日報事業社, 1996.5
- 『元禄の豹・堀部安兵衛』廣済堂出版, 1999
- 『大江戸怪盗伝』時代小説 (祥伝社文庫) 2003
- 『江戸・東京散歩35選 半日で歩ける のんびり、ゆったり歴史情緒を楽しもう』(PHP文庫) 編著. 2004
- 『「江戸・東京」歴史人物散歩 徳川家康から西郷隆盛まで、ゆかりの地を歩く』(PHP文庫) 2005
- 『大奥の美女は踊る 徳川十五代のお家事情』(PHP新書) 2007
- 『大奥のしきたり 豪華絵巻で楽しむ オールカラー』PHP研究所, 2007.12
- 『江戸名所の謎』PHP研究所, 2009
- 『討入り四十九士 赤穂浪士を助けた二人の剣豪』長編史伝小説　イースト・プレス, 2013.11